# Palácio Real de Tonga

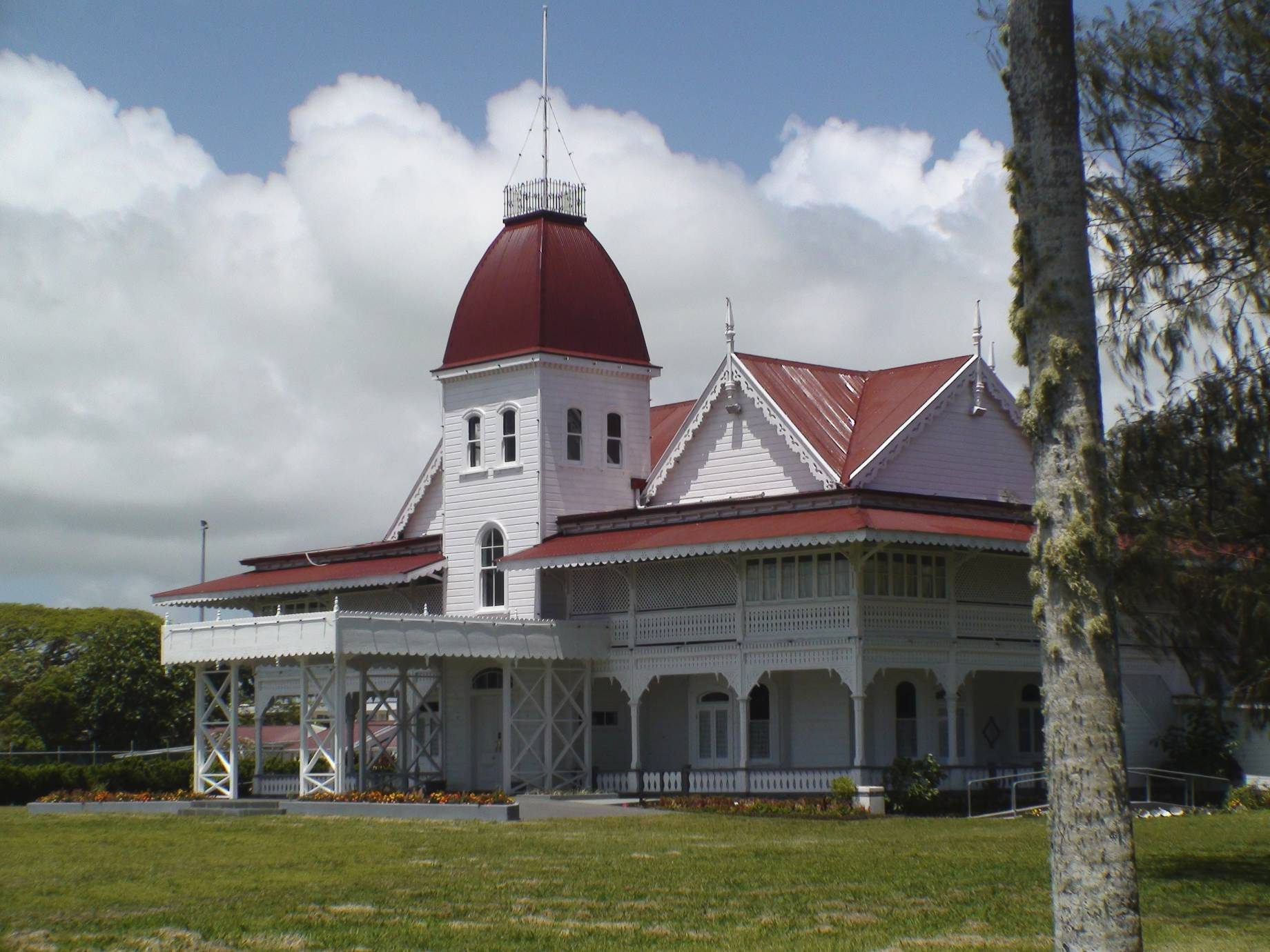
Fachada do Palácio Real de Tonga.

O Palácio Real do Reino de Tonga está localizado a noroeste da capital, Nukuʻalofa, junto ao Oceano Pacífico. O palácio de madeira, construído em 1867, é a residência oficial do Rei de Tonga. Apesar do edifício não estar aberto ao público, é facilmente visível a partir da marginal.
Em linha com a deferência que os tonganeses têm para com a família real, os poetas quase nunca se referem ao palácio (pālasi) pelo nome, mas usam heliaki (referências alegóricas) como: Fanga-tapu (praia sagrada, a margem em frente do edifício), Loto-ʻā (dentro da vedação), ʻĀ-maka (vedação de pedra), Hangai Tokelau (contra o vento norte), uma árvore perto da cozinha e assim por diante.
A velha cerca de pedra, com cerca de um metro de altura, era tão sagrada para o rei que ninguém jamais se atreveu a sentar-se nela e muito menos a transpô-la. No entanto, depois de 1990, o rei mandou erguer uma vedação em rede com três metros de altura. Depois de 2000, algumas pessoas romperam os portões com caminhões. Isso levou à instalação de barras de ferro para proteger as portas.

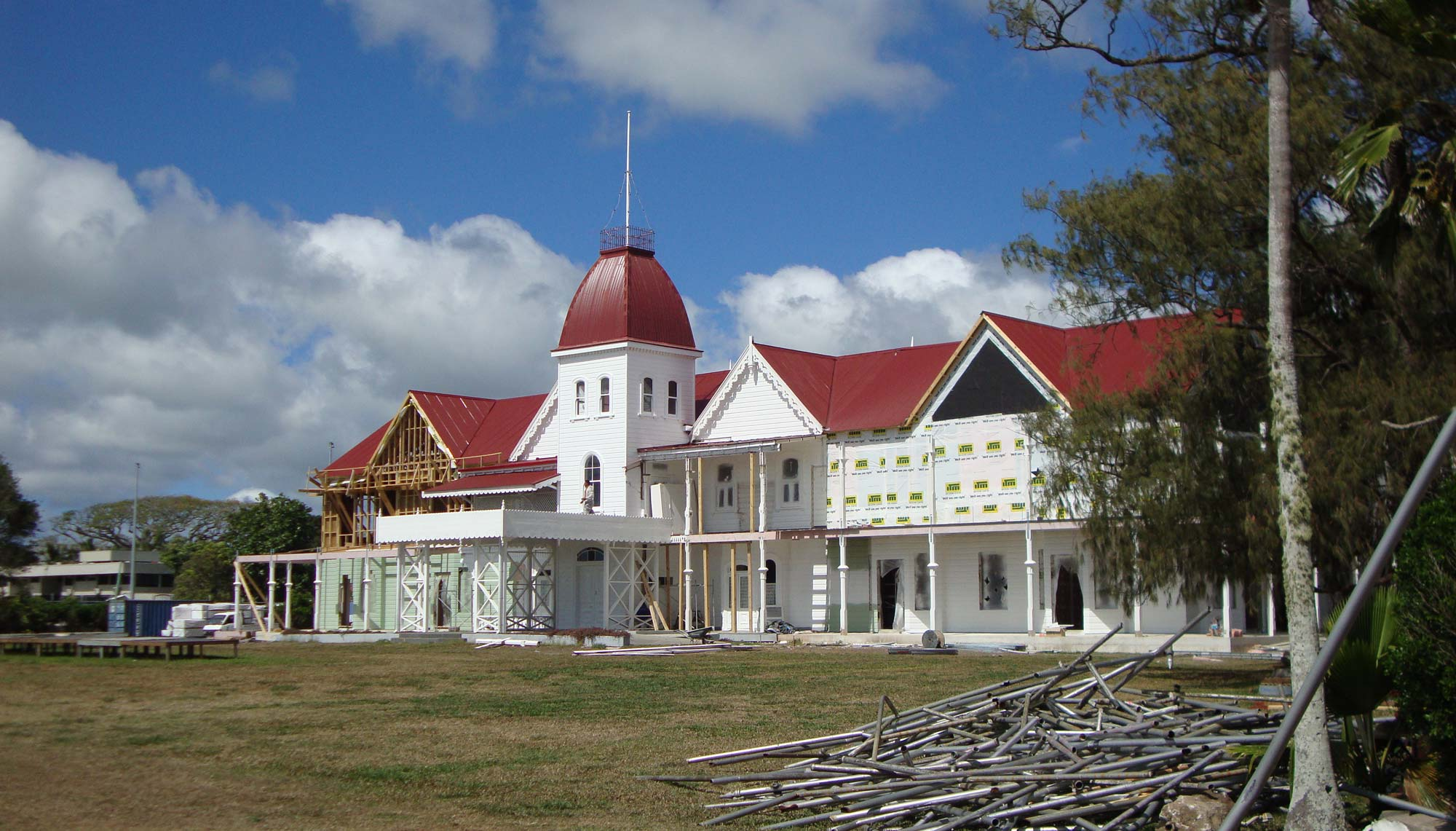
O Palácio Real de Tonga em 2010, durante as obras de ampliação.

O rei e a sua família tem vários outros palácios à escolha. Existe um palácio em Fuaʻamotu, o Kauvai próximo de Longoteme, o Liukava (revolução) em Kolovai, além dos Tufumāhina e Vila (a villa) entre Koloua e Pea. A vila foi construída pelo príncipe herdeiro Tupoutoʻa na década de 1990, que continuou a viver ali depois de se tornar rei (Siaosi Tupou V), afastado de qualquer vizinho. Desde então, o palácio passou a estar desocupado por muito tempo.
No entanto, em 2010 foram conduzidas importantes renovações. Foi erguida uma nova cerca e acrescentadas novas alas para alojar os arquivos nacionais num lado e os gabinetes oficiais privados do outro. Também se espera que o rei passe a ter ali novamente audiências reais, em vez de fazê-lo nos actualmente desertos edifícios da antiga alta comissão britânica.
Existe, ainda, o palácio Tauʻakipulu em Lifuka, Haʻapai, o Fangatongo (praia do mangue) perto de Talau, em Vavaʻu, além de residências em Niuafoʻou e Niuatoputapu. O palácio de ʻEua fica logo a norte do porto, em Taʻanga. Na década de 1980, o então monarca, Tāufaʻāhau Tupou IV, mandou construir um novo palácio no topo duma montanha perto de Houma, mas este nunca foi usado e por volta de 1990 não restava muito mais que uma banheira feita artisticamente, coberta por ervas daninhas, até que depois do ano 2000 até esta desapareceu.

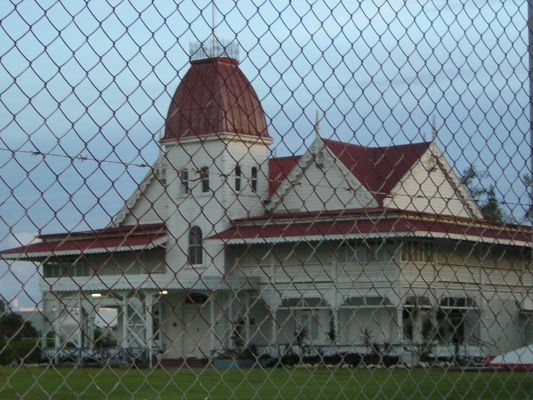
O Palácio Real de Tonga através da vedação.
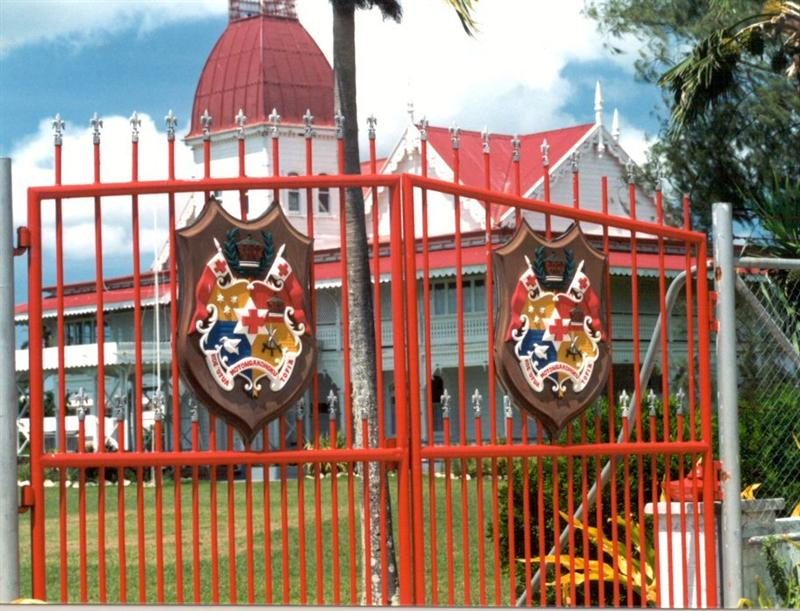
Portões do Palácio Real
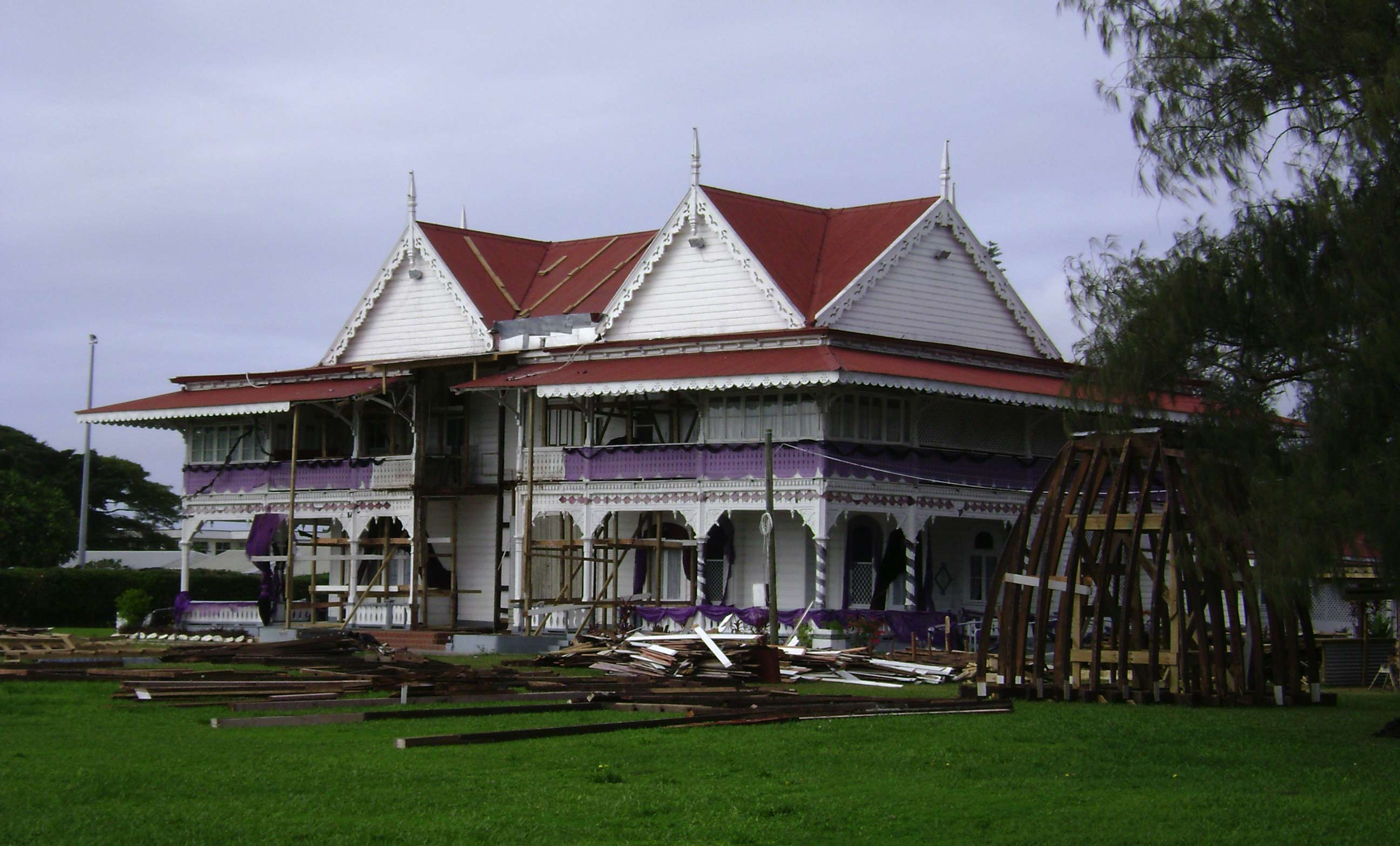
O Palácio Real de Tonga sem a torre, em 2007, durante obras de remodelação.
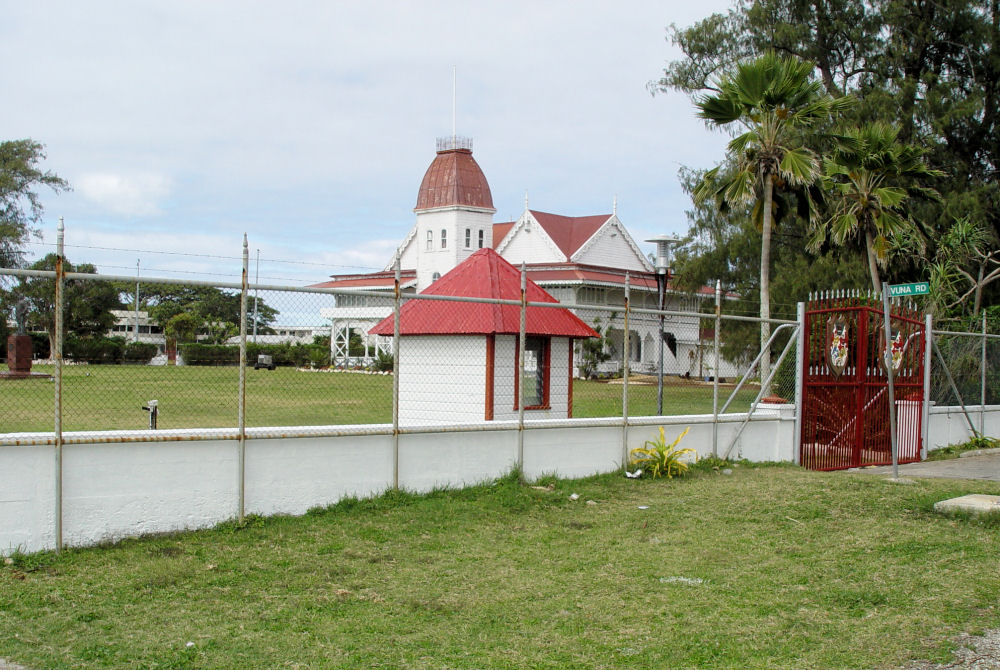
Vista do palácio a partir do exterior da vedação